# Batalha de Đồng Xoài
A Batalha de Đồng Xoài (vietnamita: Trận Đồng Xoài) foi uma grande batalha travada durante a Guerra do Vietnã como parte da Ofensiva de Verão Vietcongue (VC) de 1965. Aconteceu na província de Phước Long, Vietnã do Sul, entre 9 e 13 de junho de 1965.
A instabilidade política em Saigon deu aos líderes norte-vietnamitas a oportunidade de intensificar sua campanha militar no sul. Eles acreditavam que o poder do governo sul-vietnamita dependia das fortes forças armadas do país, então o Exército Popular do Vietnã do Norte (PAVN) e o VC lançaram a Ofensiva de Verão de 1965 para infligir perdas significativas às forças sul-vietnamitas. Na província de Phước Long, a ofensiva de verão do PAVN/VC culminou na campanha de Đồng Xoài.
A luta por Đồng Xoài começou na noite de 9 de junho de 1965, quando o VC 272º Regimento atacou e capturou o Grupo de Defesa Civil Irregular e o acampamento das Forças Especiais dos EUA lá. O Estado-Maior Conjunto do Exército da República do Vietnã (ARVN) respondeu ao ataque repentino ordenando que o 1º Batalhão, 7º Regimento de Infantaria, 5ª Divisão de Infantaria ARVN retomasse o distrito de Đồng Xoài. As forças do ARVN chegaram ao campo de batalha em 10 de junho, mas nas proximidades de Thuận Lợi, o 271º Regimento VC dominou o batalhão sul-vietnamita. Mais tarde naquele dia, o 52º Batalhão de Rangers ARVN, que havia sobrevivido a uma emboscada enquanto marchava em direção a Đồng Xoài, recapturou o distrito. Em 11 de junho, o 7º Batalhão Aerotransportado ARVN chegou para reforçar a posição sul-vietnamita; enquanto os Aerotransportados procuravam sobreviventes do 1º Batalhão na plantação de borracha Thuận Lợi, o VC os pegou em uma emboscada mortal.
Em 13 de junho, o general William Westmoreland, temendo que o VC pudesse garantir área suficiente para estabelecer uma grande base na província de Phước Long, decidiu inserir elementos da 173ª Brigada Aerotransportada dos EUA em uma grande batalha pela primeira vez. A essa altura, no entanto, o VC já havia se retirado do campo de batalha e os pára-quedistas dos EUA receberam ordens de retornar à base sem ter se envolvido com o VC.